# Detmar Kenckel

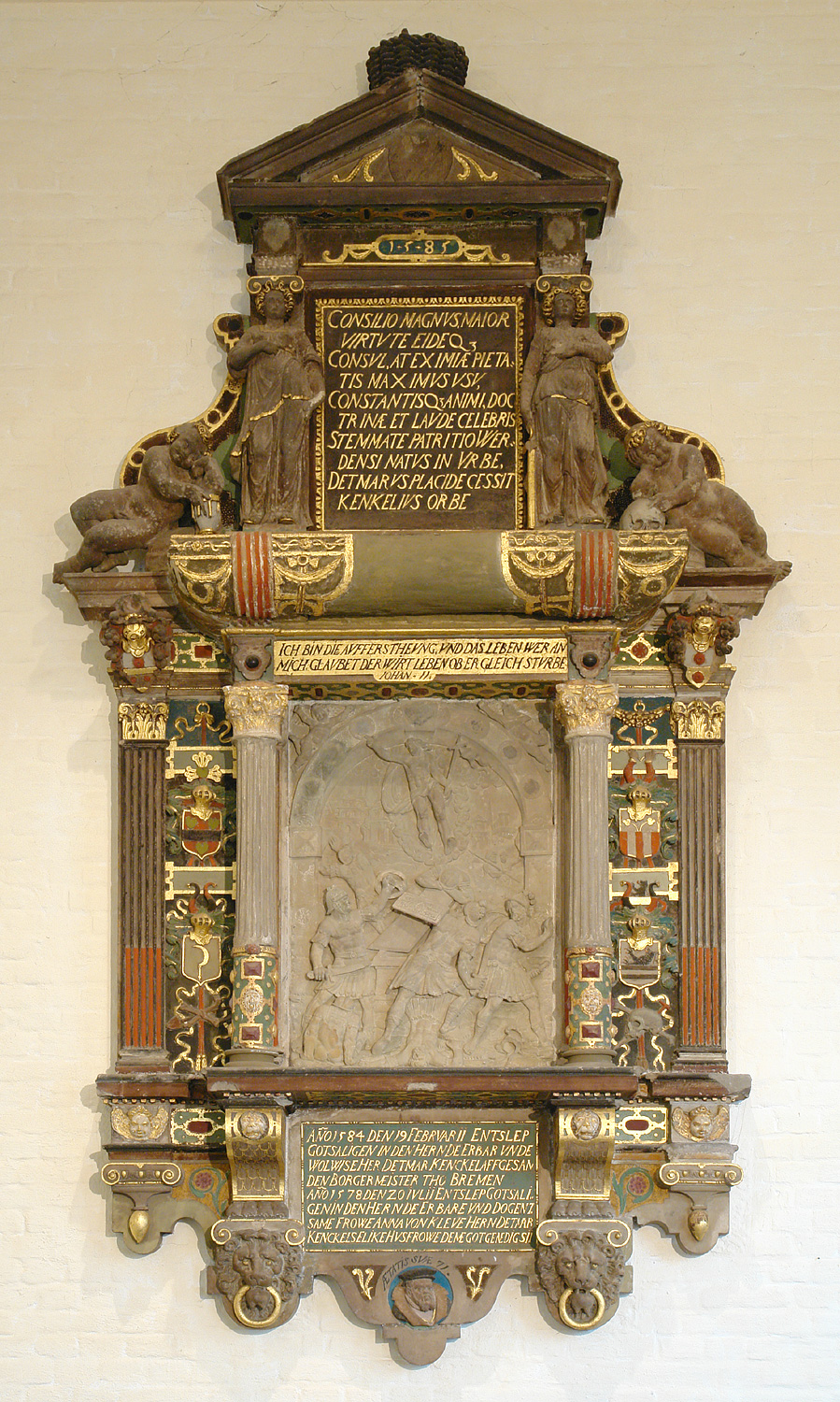
Epitaph des Detmar Kenckel in der St. Ansgarii

Detmar Kenckel (* 9. Oktober 1513 in Verden; † 19. Februar 1584 in Bremen) war ein Bremer Ratsherr und Bremer Bürgermeister.

## Biografie
Kenckel, als Sohn des Kaufmanns, Ratsherrn und Bürgermeisters von Verden Diedrich Kenckel († 1531) aufgewachsen, besuchte 1527 die Schule von St. Ansgar in Bremen und studierte ab 1529 an der Universität Wittenberg, wo er Luther und Melanchthon hörte. 1531 übernahm er das väterliche Geschäft in Verden. 1539 heiratete er in Bremen Anna von Cleve, wurde ein Bürger Bremens und betrieb einen Großhandel mit Wolle und Honig.
Am 7. Januar 1549 wurde Kenckel zum Ratsherrn gewählt. In der Folge war er Gesandter der Stadt Bremen, im Mai 1553 mit Vertretern der Hanse wegen der Erneuerung der Stalhofprivilegien bei Maria I. in England, 1554 beim Herzog 
Heinrich von Braunschweig und danach am 6. Dezember 1554 in Brüssel, wo Bremen von Kaiser Karl V. sieben Jahre nach dem Ende des Schmalkaldischen Krieges die Geldstrafe erlassen wurde. Am 28. Dezember 1554 wurde er Bürgermeister in Bremen. Er war ein Gegner des ebenfalls amtierenden Bürgermeister Daniel von Büren der Jüngere. Kenckel und eine Mehrheit im Bremer Rat bekämpften den Niederländer Albert Rizäus Hardenberg, einen Reformierten, der die soziale Unter- und Mittelschicht in Bremen durch seine volksverbundenen Reformen unterstützte. 1558 kam es zu einem Eklat, als von Büren – gegen Kenckel und den Rat – dem Rat die Befugnisse absprach, in theologischen Fragen zu entscheiden. Hardenberg verließ Bremen 1561, aber von Büren setzte sich mit der Mehrheit der inzwischen reformierten Bürger durch. Am 19. Januar 1562 versammelten sich hunderte Bürger vor dem Rathaus und forderten die freie Religionsausübung und die Verbannung der Orthodoxen. Kenckel und ein großer Teil der Ratsherren sowie fünf Prediger wichen der drohenden Gewalt. Er ging am 24. März 1562 ins Exil, zunächst zum Erzbischof Georg und dann zum Grafen Anton nach Oldenburg. Er vertrat die Interessen des alten Bremer Rats und bewirkte im Januar 1563 den Ausschluss Bremens aus der Hanse (Verhansung bis 1576). 1568 schließlich wurde die Augsburger Konfession von den streitenden Parteien anerkannt. Die geflohenen Ratsherren – so auch Kenckel – durften wieder 1568 nach Bremen zurückkehren, ihre Ämter hatten sie aber verloren.
Sein vorverstorbener Sohn Tilemann Kenckel wurde Ratssekretär in Lübeck.

## Schriften
- Heinrich Smidt (Hrsg.): Aus Detmar Kenckel's Nachlass (Bremische Familienpapiere aus dem 16. Jahrhundert) In: Bremisches Jahrbuch, 7. Band, Bremen [1874]